# Marko Kolaković
Marko Kolaković (Kirin Serbia: Марко Колаковић; sinh ngày 9 tháng 2 năm 1993) là một hậu vệ bóng đá Serbia thi đấu cho Javor Ivanjica.